# Pallacanestro alla XXV Universiade - Torneo femminile
Il torneo di pallacanestro femminile della XXV Universiade si è svolto a Belgrado, Serbia, dal 1 all'11 luglio 2009. Al torneo hanno partecipato 16 squadre.

## Classifica finale
| -       | Paese         | Formazione |
| ------- | ------------- | --- |
| Oro     | Stati Uniti   | Houts · Gray-Lawson · McCray · Robinson · Hayes · Moore · Pohlen · Pedersen · Charles · Monroe · Lavender · Phillips · All.: Charli Turner-Thorne             |
| Argento | Russia        | Beljakova · Lisina · Burik · Čerepanova · Podlesnych · Machlina · Chrustalëva · Vidmer · Savina · Daniločkina · Gradova · Jakovleva · All.: Boris Sokolovskij |
| Bronzo  | Australia     | Mansfield · Perera · Lewis · Graham · Newley · Langford · Shiels · Potocki · Shearing · Penaluna · Tolo · Tomlinson                                           |
| 4       | Rep. Ceca     | |
| 5       | Polonia       | |
| 6       | Regno Unito   | |
| 7       | Taipei cinese | |
| 8       | Slovacchia    | |
| 9       | Giappone      | |
| 10      | Cina          | |
| 11      | Serbia        | |
| 12      | Ungheria      | |
| 13      | Turchia       | |
| 14      | Francia       | |
| 15      | Canada        | |
| 16      | Mozambico     | |